# Klobučak
Klobučak is een plaats in de gemeente Sisak in de Kroatische provincie Sisak-Moslavina. De plaats telt 33 inwoners (2001).